# Культурное достояние (фонд)
Культурное Достояние — российский фонд поддержки традиций российской академической школы живописи, основанный Виктором Карцевым в 2007 году.

## История
Основан доктором химических наук, профессором, академиком РАЕН Виктором Карцевым в 2007 году с целью популяризации и приумножения традиций российской академической школы живописи. За активную поддержку национального изобразительного искусства и развитие международных культурных отношений председателю правления фонда «Культурное достояние» Виктору Карцеву присвоено звание почетного академика Российской Академии Художеств.
На базе фонда активно ведется выставочная и издательская деятельность, организация международных пленэров, выдача грантов молодым художникам, работающим в реалистической манере. Ключевым направлением деятельности фонда считается поддержка молодых талантливых художников. Для сложившихся художников и деятелей культуры фонд предусматривает программу награждений и создания наградных знаков. Весной 2011 года Виктор Карцев способствовал поимке банды торговцев поддельным антиквариатом.

## Попечительский совет
| - Барон Фальц-Фейн Эдуард Александрович - Церетели Зураб Константинович - Нестеренко Василий - Ванслов Виктор Владимирович - Присекин Сергей Николаевич - Петров-Маслаков Всеволод Михайлович | - Бичуков Анатолий Андреевич - Чаркин Альберт Серафимович - Талащук Алексей Юрьевич - Косырев Анатолий Николаевич - Владимир Меньшов - Елена Образцова |

## Дом творчества Castello di Boca в Черногории
Программа черногорских пленэров основана в 2008 году. В ней приняло участие более 500 живописцев из России, Украины, Белоруссии, Молдовы, Эстонии, Сербии, Македонии, Голландии и других стран. Среди участников пленэров как заслуженные и народные художники, так и молодые подающие надежды живописцы.
Дом творчества Castello di Boca представляет собой 6-этажный отель на берегу Которского залива в городе Столив в Черногории. Результатом черногорских пленэров стало несколько десятков выставок.
- В 2011 году за вклад в развитие культурных связей между Россией и Черногорией председатель Правления Фонда «Культурное достояние» Виктор Карцев стал лауреатом премии «Руска награда».
- В 2012 году успешно реализован проект «Русские художники музеям Черногории», в рамках которого фонд «Культурное Достояние» передал на ответственное хранение работы художников, участников-пленэров в ведущие музеи Черногории. Программа передачи состоялась в присутствии президента и министра культуры Черногории.

## Программа мини-музеев в малых городах России
Программа предполагает передачу в дар малым городам РФ специально подобранных коллекций музейного качества копий шедевров мировой живописи, выполненных профессиональными живописцами, для создания мини-музеев. Особое внимание планируется уделять работе с детьми и школьниками, чтобы сформировать у них интерес к дальнейшему изучению мировой живописи. Первый проект программы стартовал в Белгороде. На первом этапе городу передано 20 копий картин мировых шедевров. Музей в Белгороде планируется открыть уже к августу 2014 года. Выставка будет бесплатна и открыта для жителей и гостей города круглый год. Предполагается, что впоследствии собрание будет пополняться.

## Выставочные проекты
Всего при поддержке фонда реализовано около 70 выставочных проектов. 
- 2008 — Выставка «Александр Колотилов и молодые пейзажисты России»
- 2009 — Выставка Николы Зверева
- 2010 — Выставка «Дорога к Храму»[12][13]
- 2010 — Выставка «Современная Пензенская школа живописи»[2]
- 2010 — Выставка «Этот день мы приближали как могли…» в академии ФСБ
- 2011 — Выставка «Андрей и Леонид Демины»
- 2011 — Выставка «Обнажая чувства»
- 2011 — Выставка «Великое в малом»
- 2012 — Выставка «Лауреаты фонда Культурное Достояние»
- 2012 — Выставка «Мастера реалистической живописи XX столетия»
- 2012 — Выставка «Владимир Семенович Высоцкий „Я жив!“»
- 2012 — Выставка «Сны о России»
- 2012 — Выставка «Сны о Черногории»
- 2012 — Выставка «Женский взгляд»
- 2013 — Выставка «400 лет Дома Романовых»[14]
- 2013 — Метаморфозы в живописи[15]
- 2013 — Выставка «Моя Россия»
- 2013 — Выставка «Энергия цвета»
- 2014 — Персональная выставка Сергея Совкова
- 2014 — Ирина Рыбакова, Алик Штылькин и мастера реалистической живописи XX столетия
- 2014 — Выставка «Палитра Крыма»[16]

## Художники, сотрудничающие с фондом
| - Назаренко Татьяна Григорьевна - Присекин Сергей - Нестеренко Василий - Абакумов Михаил - Евстегнеев Алексей - Колотилов Александр | - Совков Сергей - Копняк Валерий - Ляшко Екатерина - Лысенко Андрей Гаврилович - Лысенко Андрей Станиславович - Терещенко Валентин | - Косырев Анатолий Николаевич - Бернадский Валентин Данилович - Пугачев Владимир Николаевич - Горбунов Константин Юрьевич - Афиногенов Михаил Николаевич - Метёлкин Владислав Михайлович и другие. |

## Цитаты
- «Фонд «Культурное достояние» инициировал и развивает один из интереснейших международных проектов, в котором участвовали уже несколько сотен лучших российских живописцев. Пять лет серьёзной пленэрной деятельности, более 500 живописцев-участников Черногорских художественных сезонов, несколько тысяч полотен — масштаб проекта поистине велик. Российская Академия художеств с надеждой смотрит в будущее Черногорских пленэров. Сложно переоценить вклад Фонда „Культурное достояние“ в сохранение и развитие двусторонних культурных взаимосвязей России и Черногории. Творчество русских художников, могу сказать без преувеличения, вызывает восхищение во всем мире. Нам есть с чем достойно выступить на международной арене, есть, чем обогатить культуру братьев-славян и, безусловно, есть чему поучиться у них. Меценатская деятельность в России требует возрождения, и подобные проекты нуждаются в поощрении и огласке, возможно, только тогда у нас появятся новые Рокотовы, Микеланджело, Пикассо…»Церетели Зураб Константинович, Президент Российской Академии Художеств.
- «Когда государство занято якобы более насущными проблемами, иногда, хоть в наше время и нечасто, случается так, что высокое служение искусству возлагают на свои плечи неравнодушные люди. Так получилось и здесь, в Черногории, где уже 5 лет председатель Фонда „Культурное достояние“ Виктор Карцев плодотворно реализует свой проект — трехнедельные творческие пленэры» Присекин Сергей, народный художник России, академик Российской Академии Художеств.